# IJzerenbrug
IJzerenbrug est un hameau néerlandais situé dans la commune de Hellevoetsluis en Hollande-Méridionale. Le hameau a pris son nom (IJzerenbrug = Pont en fer) d'un pont en fer présent sur le Canal de Voorne.